# 각화 휴먼파크 서희스타힐스
각화 휴먼파크 서희스타힐스(영어: Gakhwa HUMAN PARK SEOHEE STARHILLS)는 대한민국 광주광역시 북구 각화동에 위치한 아파트 단지이다.

## 같이 보기
- 광주광역시의 마천루 목록